# Kitahiroshima (Hiroszima)
Kitahiroshima (jap. 北広島町 Kitahiroshima-chō) – miasto w Japonii, na wyspie Honsiu, w prefekturze Hiroszima. Według danych na rok 2020 miejscowość zamieszkiwało 17 763 mieszkańców , a gęstość zaludnienia wyniosła 27,5 os./km².